# Malaje

Flaga Malajów w latach 1896–1950

Malaje (ang. i malajski Malaya) – nazwa stosowana na określenie dawnych posiadłości brytyjskich na Półwyspie Malajskim (do 1946 r. kilku, następnie jednej powstałej w wyniku ich połączenia), od 1957 r. zaś do niepodległego państwa, które w 1963 roku przekształciło się w Malezję (malajski Malaysia). Dla okresu do 1957 roku stosowana jest także nazwa Malaje Brytyjskie.

## Historia
Pierwsze posiadłości Wielkiej Brytanii na Półwyspie Malajskim obejmowały Straits Settlements. Były to terytoria Penangu (uzyskanego w 1786 roku od sułtana Kedahu; w 1874 dołączono do niego Dinding), Singapuru (stanowiącego protektorat brytyjski od 1819 roku, kiedy to został pozyskany od sułtana Johoru) i Malakki (uzyskanej w 1825 roku od Holandii). Posiadłości te zostały połączone w 1826 r. w Straits Settlements podlegające do 1858 roku Brytyjskej Kompanii Wschodnioindyjskej, następnie do 1867 roku Indiom Brytyjskim, natomiast od 1867 r. stanowiły osobną kolonię brytyjską.
W 1855 roku brytyjskim protektoratem został Johor, w 1874 Selangor, w 1876 Perak, w 1888 Negeri Sembilan i Pahang. W 1896 roku Negeri Sembilan, Pahang, Perak i Selangor zostały połączone w Sfederowane Stany Malajskie (ang. Federated Malay States). W roku tym Malaje Brytyjskie obejmowały zatem trzy osobne posiadłości: Straits Settlements, Johor oraz Sfederowane Stany Malajskie. W 1906 do Straits Settlements przyłączony został Labuan znajdujący się u wybrzeży Borneo, natomiast w 1909 protektoratami brytyjskimi zostały, uzyskane od Syjamu, stany Kedah, Kelantan, Perlis i Terengganu (te cztery protektoraty oraz Johor zwane były odtąd nieformalnie Niesfederowanymi Stanami Malajskimi). Ponadto w 1886 pod administracją Straits Settlements znalazły się Wyspy Kokosowe (od 1903 jako dependencja Singapuru), a w 1900 dependencją Singapuru stała się Wyspa Bożego Narodzenia, zaś w 1935 odłączono od nich Dinding i przyłączono do Peraku. Brytyjczycy przejęli kontrolę nad gospodarką Malajów i nałożyli podatki na towary eksportowe tj. cynę i kauczuk, będące podstawą gospodarki Malajów. Doprowadziło to do znacznego wzrostu ubóstwa mieszkańców kraju. Napięcia gospodarcze doprowadziły do konfliktów etnicznych między Malajami a Chińczykami, którzy przez tych pierwszych uważani byli za intruzów bogacących się na kryzysie.
W czasie II wojny światowej Malaje dostały się pod okupację japońską i tajską – poszczególne terytoria zajęte zostały przez Japonię pomiędzy końcem 1941 roku a początkiem 1942 i pozostawały pod jej okupacją do 1945, z wyjątkiem Kedahu, Kelantanu, Perlis i Terengganu, które w 1943 roku Japończycy przekazali Tajlandii. W trakcie okupacji Japończycy ograniczyli eksport produktów malajskich do nieznacznej ilości wymaganej do poprawnego działania gospodarki Japonii, co niekorzystnie odbiło się na mieszkańcach Malajów utrzymujących się z eksportu, oraz doprowadziło do likwidacji wielu kopalni i plantacji kauczuku. W rezultacie w 1942 roku w pogrążonym w kryzysie kraju doszło do poważnej klęski głodu, na którą odpowiedzią było powstanie partyzantki antyjapońskiej na czele z Antyjapońską Armią Narodów Malajów, która w późniejszych etapach okupacji japońskiej była potajemnie szkolona i zbrojona przez Brytyjczyków.
1 kwietnia 1946 roku Malaje Brytyjskie przekształcone zostały w Związek Malajski (ang. Malay Union), w którego skład weszły dotychczasowe Sfederowane Stany Malajskie, Niesfederowane Stany Malajskie oraz Malakka i Penang z rozwiązanych Straits Settlements (Singapur wraz z Wyspami Kokosowymi i Wyspą Bożego Narodzenia utworzyły osobną kolonię brytyjską, zaś Labuan został przyłączony do Borneo Północnego). 1 lutego 1948 roku Związek Malajski został przekształcony w Federację Malajów (ang. Federation of Malaya, malajski Persekutuan Tanah Melayu).
Rządy kolonialne były bezczynne wobec katastrofalnej sytuacji ekonomicznej w rezultacie czego stale narastał problem bezrobocia i niskich płac, ponadto stale zwiększał się i tak wysoki poziom inflacji oraz postępował wzrost cen żywności. Kryzys doprowadził do popularyzacji ruchu niepodległościowego i antybrytyjskiego, na czele którego stała Komunistyczna Partia Malajów. W latach 40. roku doszło do serii strajków, które zostały rozbite przez Brytyjczyków za pomocą masowych aresztowań i deportacji ich uczestników – tłumienie strajków doprowadziło do radykalizacji społeczeństwa, a w rezultacie do wybuchu w 1948 roku powstania malajskiego. Liderem powstańców został Chin Peng, który w oparciu o dawne oddziały antyjapońskie utworzył Armię Wyzwolenia Narodowego Malajów. Administracja kolonialna na powstanie zareagowała licznymi represjami wobec malajskich cywilów. Brytyjczycy przeprowadzili masowe przesiedlenia ludności oskarżanej o możliwe sprzyjanie partyzantom, liczba przesiedlonych osób wynosi około pół miliona osób. Rząd do końca lat 50. poczynił duże postępy w tłumieniu rebelii, a w 1960 roku doprowadził do jej ostatecznego upadku. Przyczyniły się do tego m.in. użycie broni chemicznej oraz brutalne metody stosowane przez wojsko brytyjskie, które jak wykazano dokonywało masakr cywilnych mieszkańców (których to symbolem stała się miejscowość Batang Kali), egzekucji na jeńcach oraz stosowało tortury i okaleczanie partyzantów oraz osób podejrzanych o sprzyjanie im.
Federacja uzyskała niepodległość 31 sierpnia 1957 roku (powstanie antybrytyjskie trwało do 1960 roku), a 16 września 1963 roku, po przyłączeniu Singapuru (już bez Wysp Kokosowych stanowiących od 1955 terytorium Australii i Wyspy Bożego Narodzenia przekazanej w 1958 Australii), Borneo Północnego i Sarawaku, utworzyła Malezję.
Malajskie tendencje ekspansjonistyczne zostały zatrzymane przez rebelię w Brunei, w wyniku której rząd brunejski wycofał się z pomysłów włączenia kraju do Malezji, oraz antymalezyjskie powstanie w Sarawaku – obydwa powstania zostały poparte przez Indonezję co rozpoczęło konfrontację indonezyjsko-malezyjską.